# Kiev

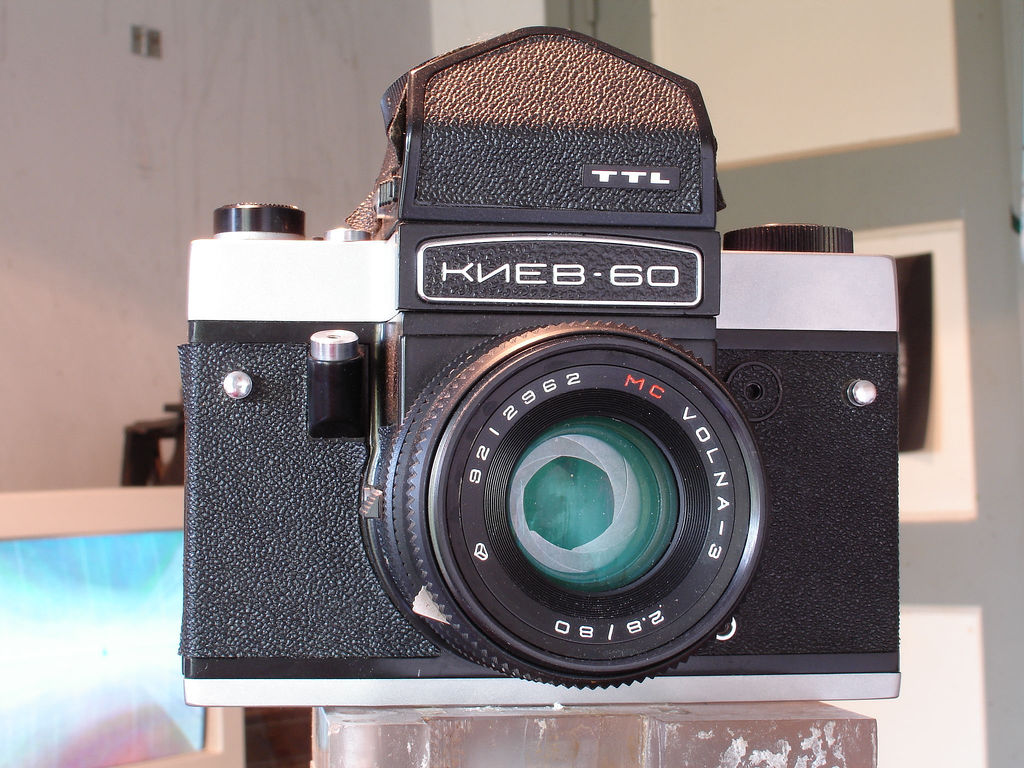
Kiev 60 TTL

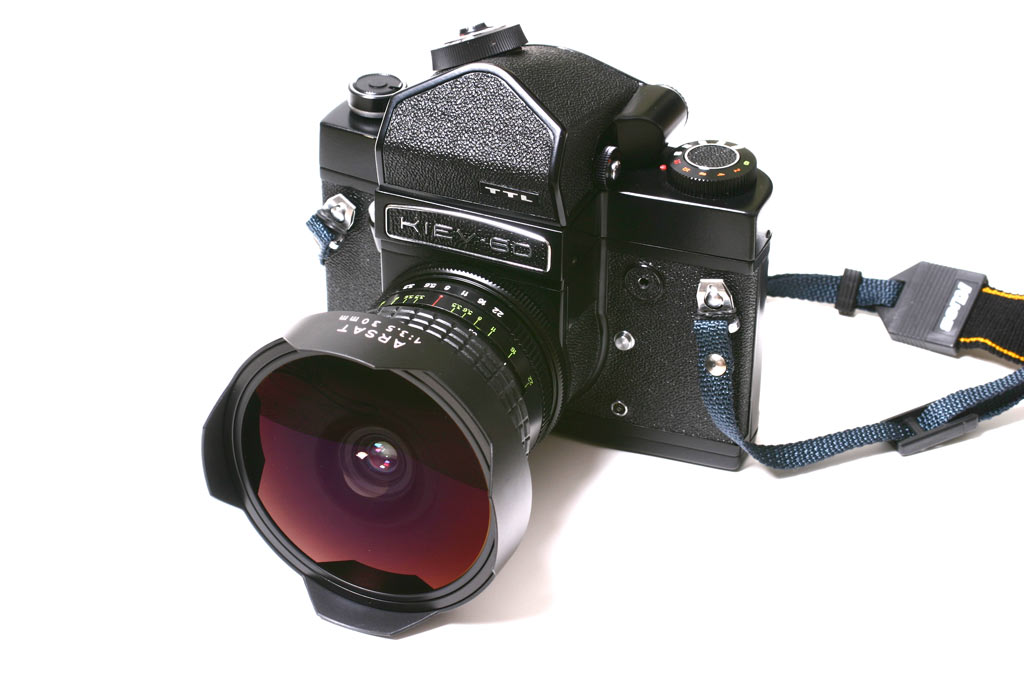
Kiev 60 modyfikowany do formatu 6×4,5 MLU z obiektywem Arsat 30mm "rybie oko"

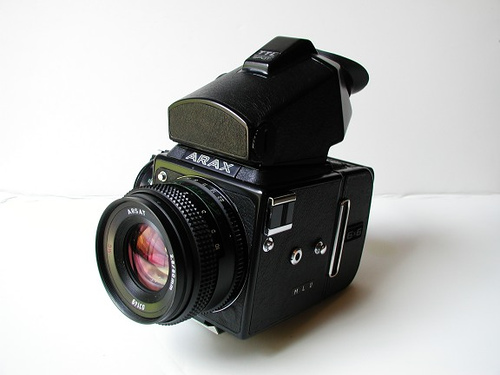
Kiev 88CM modyfikowany z obiektywem Arsat 1:2.8/80 mm

Kiev - nazwa aparatów fotograficznych produkcji radzieckiej i ukraińskiej produkowanych przez 
zakłady Arsenal w Kijowie. Nazwa Kiev zapisywana była także cyrylicą jako КИЕВ.

## Aparaty substandardowe na film 16 mm
Miniaturowe aparaty na film 16 mm produkowane w latach 1959-1990. Zdjęcia w formacie 10x14 mm we wczesnych modelach Kiev Vega, a począwszy do modelu Kiev 30 w formacie 13x17. Obiektyw Industar-M 3,5/23.

## Aparaty małoobrazkowe
Produkcja aparatów fotograficznych w kijowskich zakładach Arsenal rozpoczęła się od przeniesienia w 1946 r. z Drezna całej, ledwie uruchomionej po zniszczeniach wojennych linii produkcyjnej aparatów małoobrazkowych Contax, wraz z zatrudnionymi przy niej fachowcami. Contaxom produkowanym w zakładach Arsenal nadano nazwę Kiev, przy czym modele produkowane do 1955 r. były dokładną kontynuacją przedwojennych pierwowzorów. 
Innym aparatem o nazwie Kiev jest lustrzanka jednoobiektywowa nosząca oznaczenie 19M, wyposażona w mocowanie obiektywów zgodne z bagnetem Nikon F.

## Aparaty średnioformatowe
Obecnie nazwa Kiev najczęściej kojarzona jest z dwiema konstrukcjami aparatów średnioformatowych.

### Kiev 60
Wyglądem przypomina "nieco powiększoną" lustrzankę na film 35 mm. Konstrukcja oparta jest na aparacie Pentacon Six. Początkowym oznaczeniem modelu było 6C. Mógł obsługiwać średnioformatową błonę 120 i 220. Miał nietypowo położony spust migawki, znajdował się on po lewej stronie korpusu. Nowsze modele, o oznaczeniu 60 nie obsługują filmu 220, a spust migawki znajduje się po prawej stronie. Niektóre modele były przerabiane tak, aby można nimi było robić zdjęcia w formacie 6 x 4,5 cm.

### Kiev 88
Kopia aparatu Hasselblad 1600F/1000F, zwana z tego powodu "Hasselbladzki". Wyglądem zdecydowanie przypomina inne średnioformatowe aparaty.

### Obiektywy
Obiektywy dla aparatów Kiev produkowane przez Arsenal:
- 1:3.5/30 mm Arsat obiektyw typu "rybie oko"
- 1:3.5/45 mm Arsat (nazywany Mir-26)
- 1:4.5/55 mm Arsat
- 1:3.5/65 mm Mir-38
- 1:3.5/65 mm Mir-3
- 1:2.8/80 mm Arsat (zwany "Wolna")
- 1:2.8/90 mm Vega-12
- 1:2.8/120 mm Vega-28
- 1:2.8/150 mm Kaleinar-3
- 1:3.5/250 mm Arsat (znany także jako Jupiter-36)
- 1:5.6/250 mm Arsat (Telear-5)
- 1:4.5/300 mm Tair-33
- 1:8.0/600 mm Arsat (ZM-3)